# Harold James Ruthven Murray
Harold James Ruthven Murray (24 de junio de 1868 - 16 de mayo de 1955), nacido cerca de eckham Rye e Peckham, Londres, hijo del lexicógrafo James Murray (editor del Oxford English Dictionary), el mayor de once hermanos, destacó como historiador del ajedrez. Fue jefe de inspectores de educación y consejero del Gobierno para asuntos educativos.
Harold asistió a la escuela en Mill Hill y durante su tiempo libre ayudaba a su padre con la primera edición del OED. Para cuando acabó la escuela e iba a ingresar en la universidad había colaborado con más de 27 000 citas que aparecieron con posterioridad en el OED. 
Obtuvo una plaza en el Balliol College de Oxford, donde se graduó en Matemáticas en 1890. En 1897 se casó con Kate Maitland Crosthwaite. 
En 1901 fue nombrado inspector escolar.
En 1897, el Barón von der Lasa (que acababa de finalizar su libro sobre la historia del ajedrez europeo) lo animó a investigar el pasado remoto del ajedrez. Para hacerlo tuvo que aprender árabe (él hablaba el alemán, además del inglés, su lengua materna) y examinar documentos históricos relativos al ajedrez. En 1913 su investigación dio como fruto su obra más importante Historia del ajedrez, A History of Chess, una obra de referencia que fue considerada el estándar durante décadas, en la que defendía de que el ajedrez tiene su origen en la India. Esta teoría ha sido revisada recientemente.
Otras obras suyas son:
- History of Board Games other than Chess. (1952)
- A Shorter History of Chess (1963, publicada tras su muerte).
- The Dilaram Arrangement (inédita)
- The Dilaram position in European Chess (inédita)
- A History of Draughts (inédita)
- A History of Heyshott (inédita)
- The Early History of the Knight's Tour (inédita)
- The Knight's Problem (inédita)
- The Classification of Knight's Tours. (inédita)

La mayor parte de su obra inédita se encuentra en la biblioteca de la Universidad de Oxford.